# Cá trắng châu Âu
Coregonus lavaretus là một loài là một loài cá trắng nước ngọt, thuộc họ Cá hồi (Salmonidae). Đây là loài điển hình trong chi Coregonus.
Có nhiều khái niệm khác nhau về sự phân định loài Coregonus lavaretus và về số lượng loài trong chi Coregonus nói chung.

## Cá hồi trắng
Theo nghĩa hẹp, Coregonus lavaretus được xem là đặc hữu của hồ Bourget và hồ Aiguebelette thuộc lưu vực sông Rhône tại Pháp, và trước đây cũng hiện diện ở hồ Geneva.